# Corno Bianco
Pour les articles homonymes, voir Bianco (homonymie).
La Corno Bianco (littéralement Corne Blanche) ou Penser Weisshorn (ou Sarntaler Weißhorn) est un sommet des Alpes, à 2 705 m, dans les Alpes de Sarntal, en Italie (province autonome de Bolzano).